# Proterogyrinidae
A Proterogyrinidae a négylábúak (Tetrapoda) főosztályának egyik fosszilis családja.

## Rendszerezés
A családba az alábbi nemek tartoznak:
- Papposaurus
- Proterogyrinus Romer, 1970 - típusnem